# Пивний садок

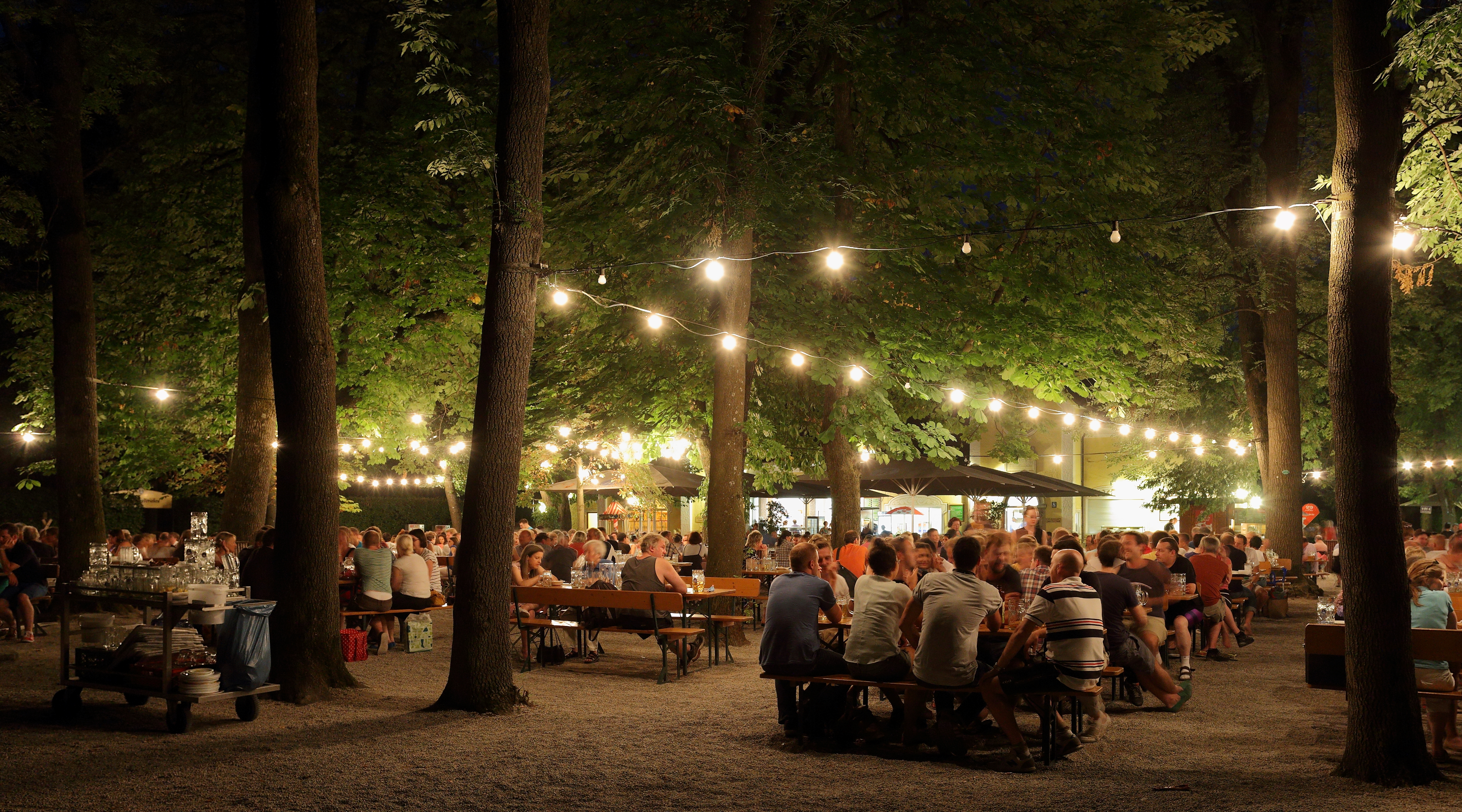
Традиційний мюнхенський пивний садок уночі

Пивний садок (нім. Biergarten) — особливий тип пивного ресторану, розташованого просто неба, коли відвідувачі можуть споживати власну їжу за умови, що вони замовили пиво чи інші напої. Пивні садки, як тип закладу громадського харчування, походять з Баварії, але зараз поширені по всій Німеччині. Невід'ємною частиною традиційного пивного садка є дерева (переважно каштани), дерев'яні лавки й столи. На ґрунт зазвичай насипається річковий гравій.

## Історія

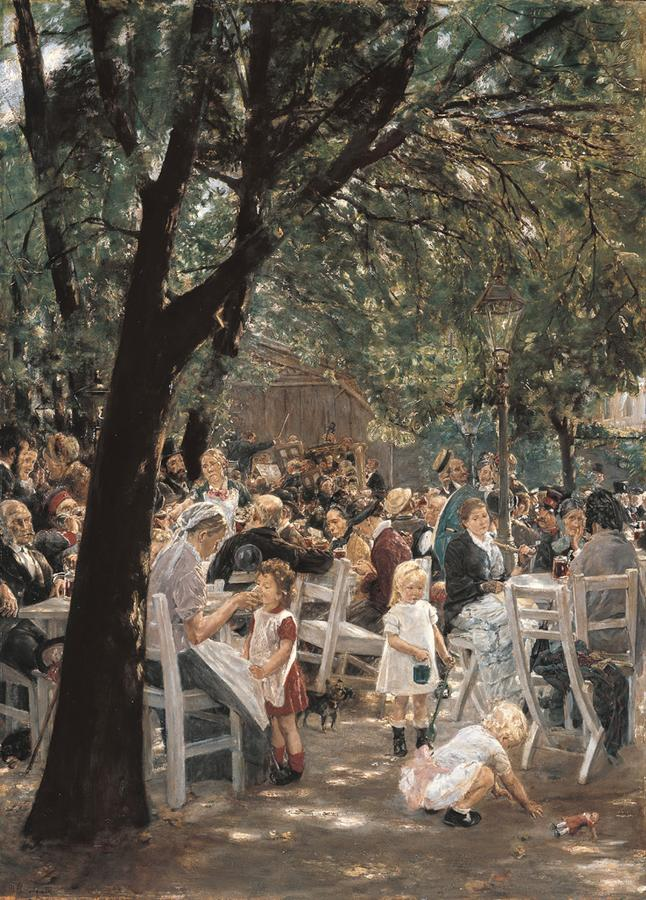
Макс Ліберман, Мюнхенський пивний садок, 1884

Пивні садки виникли в Мюнхені (Баварія) в XIX столітті, коли пили переважно пиво низового бродіння. За декретом короля Людвіга I варіння пива дозволялося тільки в холодну пору року, бо для бродіння потрібна температура від 4 до 8 градусів Цельсія.
Аби уможливити продаж пива і влітку, великі виробники на схилах річки Ізар побудували великі «пивні погреби», у яких пиво зберігалося в холоді. Для додаткового зниження температури посадили каштани, які своїми густими листям влітку затінювали погреби. Додатковим заходом для забезпечення прохолоди було обсипання ґрунту білим гравієм. Передбачалося, що люди приходимуть у такі місця зі своєю тарою, щоб забрати куплене пиво додому. Але в спекотні літні місяці пиво часто пили прямо на місці. Від цих «підвальних пивних садків» збереглися до наших днів «Пауланер» на Нокгерберге і Гофбройкеллер.
Наступним кроком була перебудова та упорядкування території пивних погребів для продажу пива. Під дерева поставили прості столи й лавки. Скоро такі місця стали популярною метою прогулянок мюнхенців, що викликало обурення власників дрібних мюнхенських броварень. З метою захисту від конкуренції вони звернулися до короля, який заборонив продаж їжі в пивних садах. Тож кожен гість був змушений приносити їжу з собою.
Цей декрет вже давно не діє. У наші дні можна вибирати з безлічі закусок, які продають у кіосках чи павільйончиках пивних садків, але збереглася традиція приносити власну їжу. Тепер пивні садки можна знайти чи не в кожному німецькому місті.

## Найвідоміші пивні садки
Найбільший у світі традиційний пивний садок — Гіршґартен (нім. Hirschgarten), що знаходиться в Мюнхені. Другий за величиною й популярністю пивний садок розташований у мюнхенському Англійському парку поряд з Китайською вежею. Відомий також пивний садок на традиційному мюнхенському ринку Viktualienmarkt. Телевізійна реклама пива «Пауланер» зробила популярним пивний садок у Нокгерберзі. На околицях Мюнхена в Обергахінгені дуже популярним є пивний садок Куґлер Арм, який претендує на винайдення пива радлер. Відомими є також пивні садки в традиційних монастирях, особливо Андехс (нім. Kloster Andechs) та Вельтенбург (нім. Kloster Weltenburg).

## Галерея

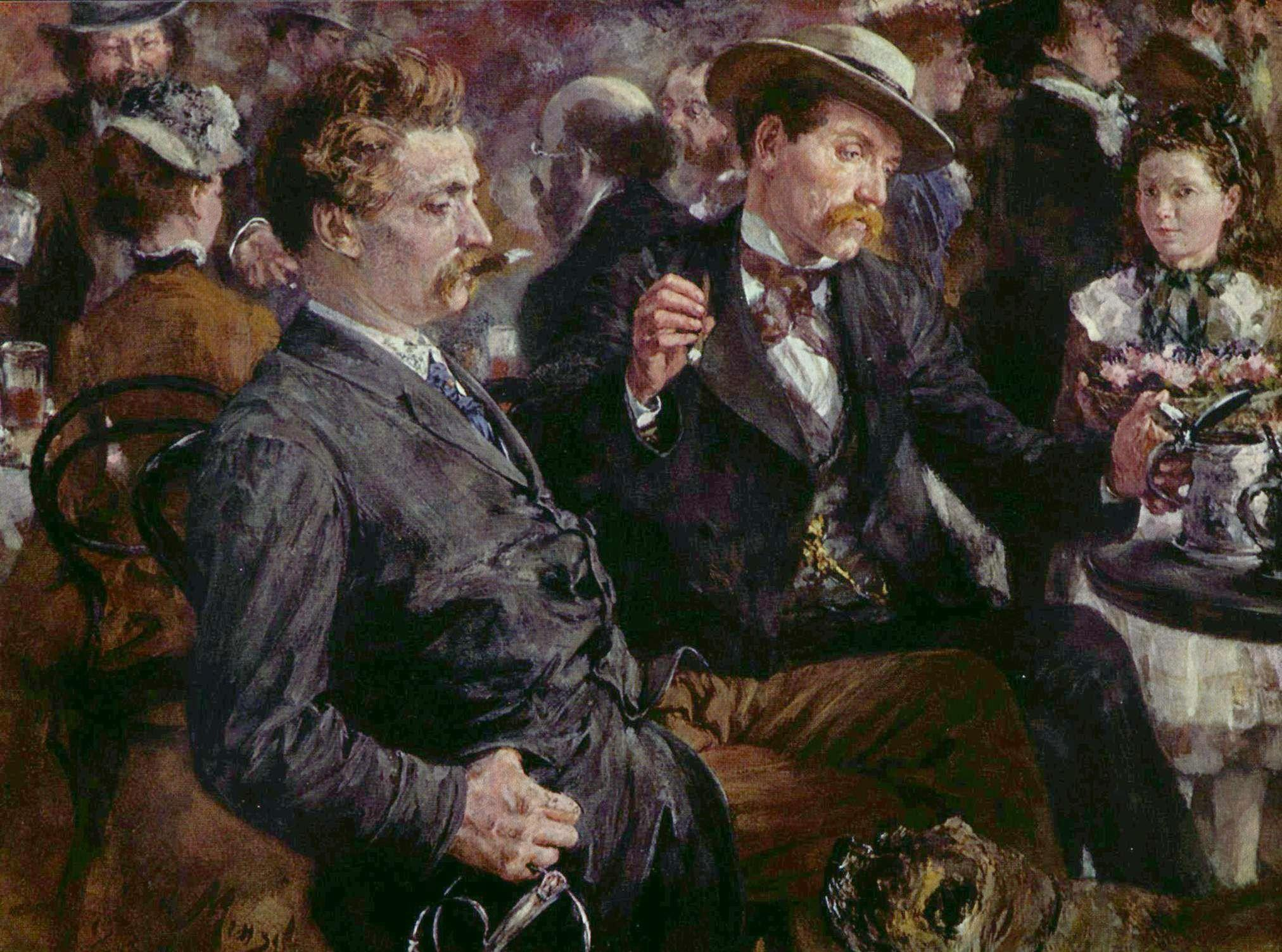
У пивному садку. З картини художника Адольфа фон Менцеля, 1883.
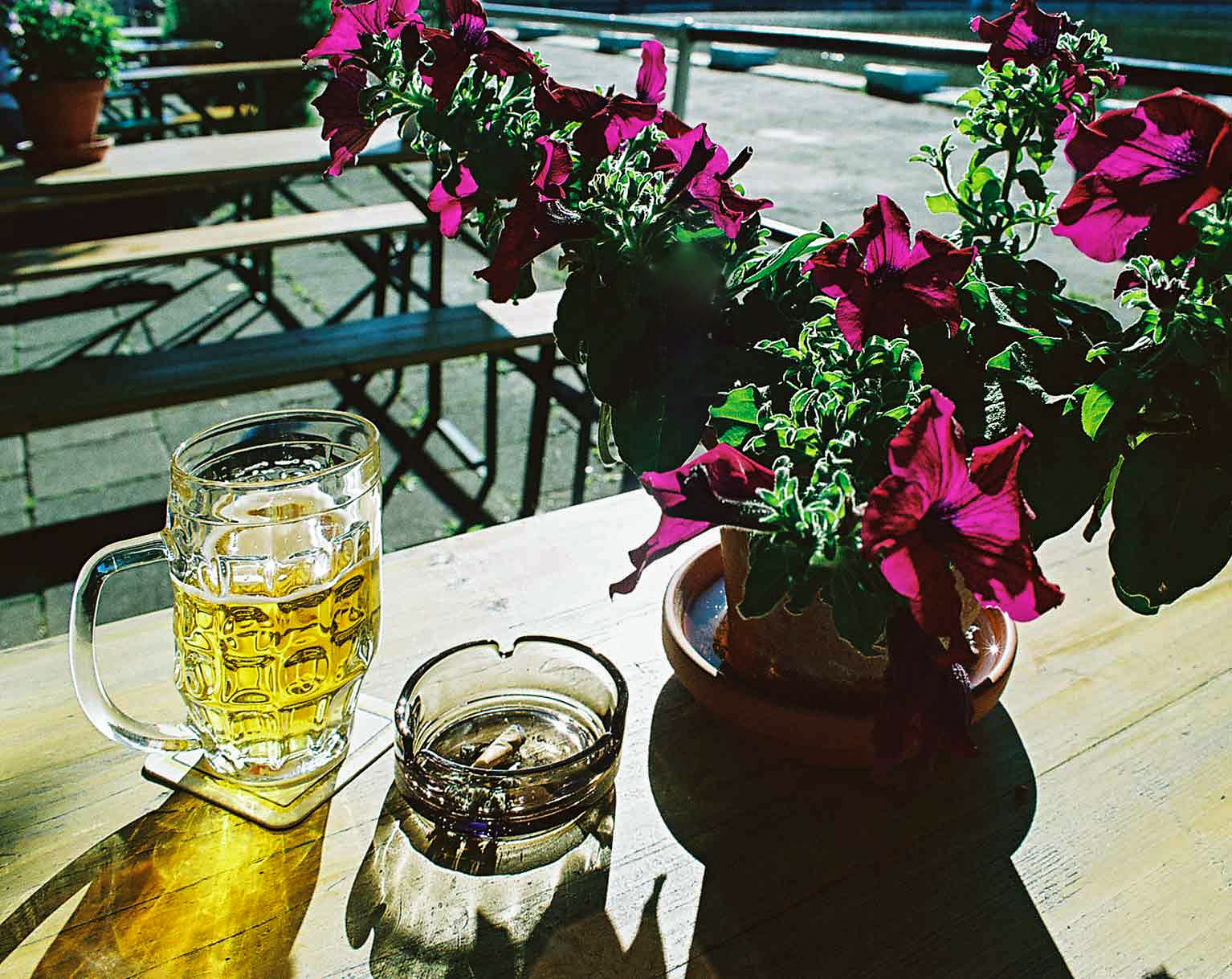
Пивний садок улітку.
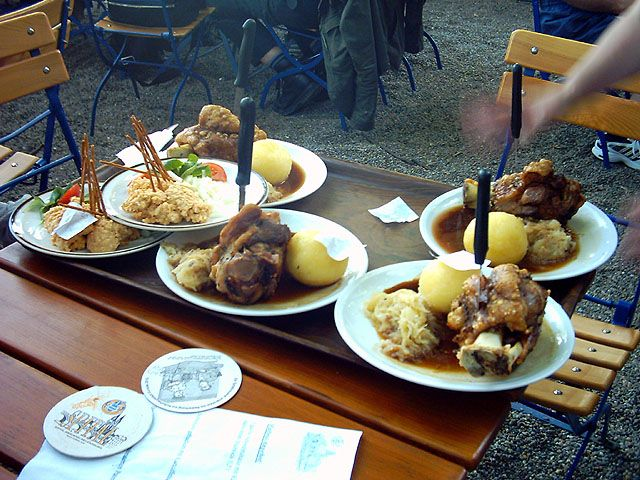
Типові баварські страви пивних садків.
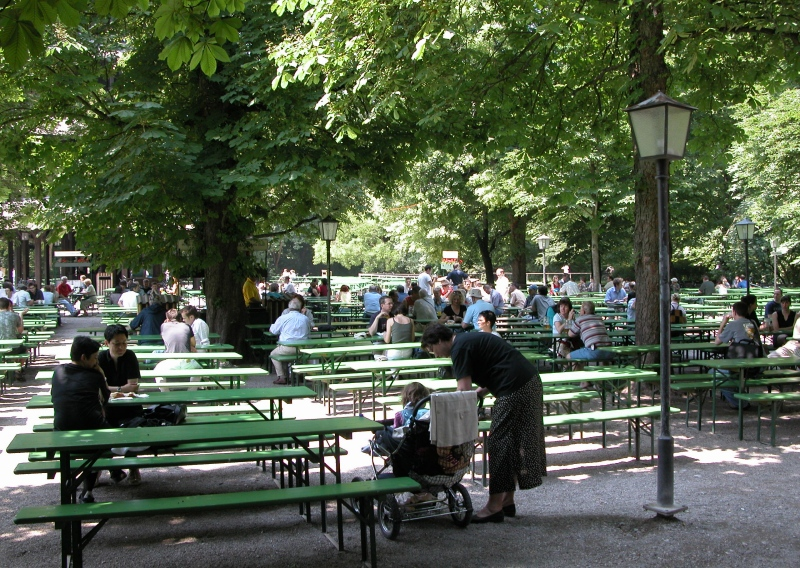
Пивний садок в Англійському парку в Мюнхені.
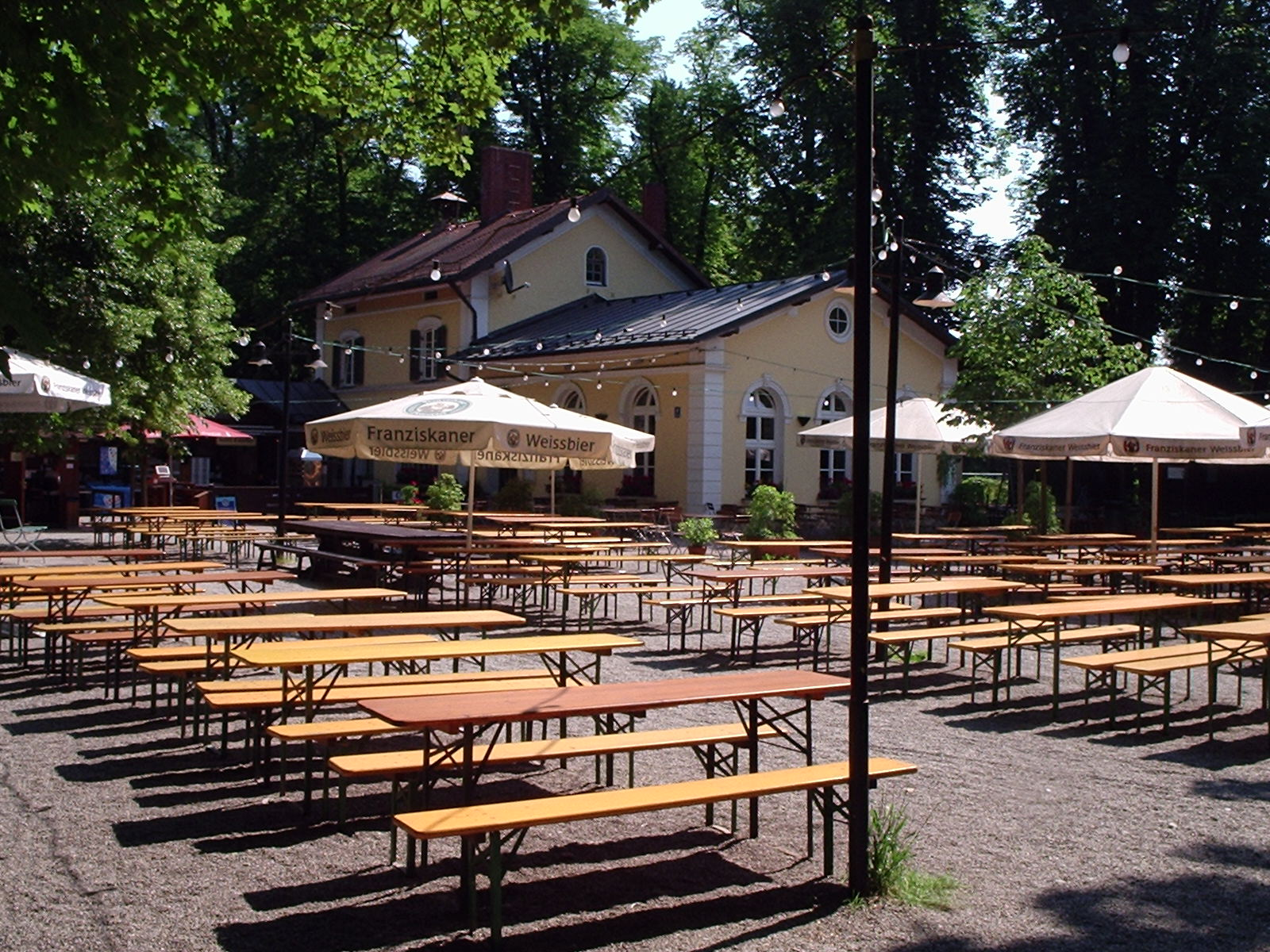